# 戈亚纳
戈亚纳是巴西米纳斯吉拉斯州的一个市镇。总面积153.229平方公里，总人口3643人，人口密度23.8人/平方公里。